# Barton (Dakota Północna)
Barton – jednostka osadnicza w Stanach Zjednoczonych, w stanie Dakota Północna, w hrabstwie Pierce.